# Levanzo

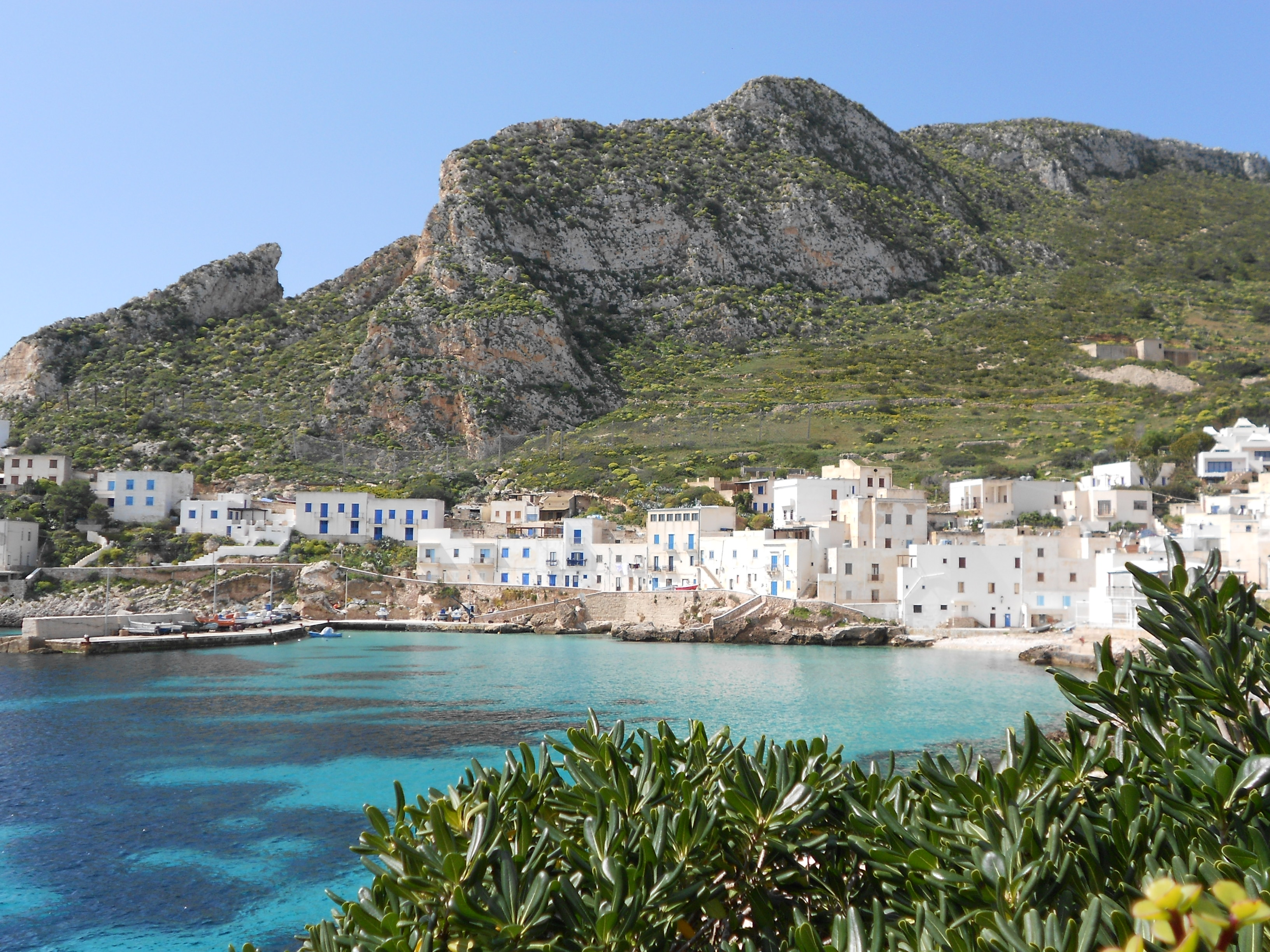
De gelijknamige enige nederzetting van Levanzo.

Het Italiaanse eiland Levanzo is het kleinste van de Egadische Eilanden, gelegen aan de westkust van Sicilië. Het eiland telt ongeveer 450 inwoners, geconcentreerd rondom de kleine haven van het eiland.
Levanzo heeft een oppervlakte van 5,82 km² . Het hoogste punt is Pizzo Monaco met een hoogte van 278 m. Op het eiland bevindt zich de Grotta del Genovese of Grotta de Levanzo, een grot met prehistorische rotstekeningen.